# Sophie Koner

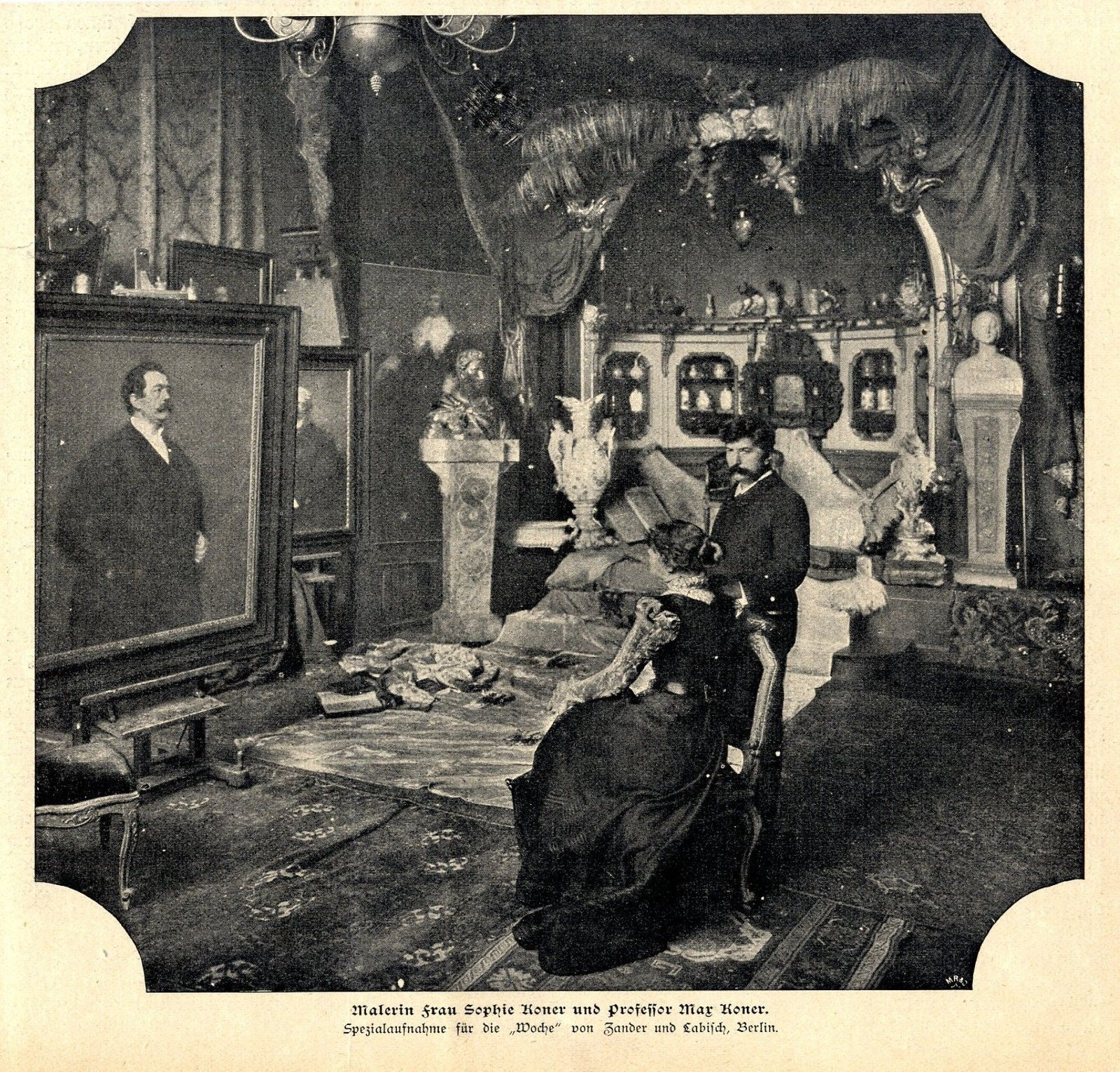
Sophie en Max Koner in hun atelier (1899)

Sophie Koner (geboren Schäffer ) (Londen, 13 juli 1855 - Berlijn, 1 juni 1929) was een Duitse kunstschilderes.

## Leven en werken
Koner leerde voor het eerst schilderen in Parijs onder Émile Auguste Carolus-Duran (genaamd Carolus-Duran ). Terug in Berlijn volgde ze cursussen bij de toen zeer populaire "Schilder van de Pruisische High Society" Max Koner. Later, in 1886, zou ze met haar "leraar" in het huwelijk treden.
Nadat Max Koner haar verschillende keren had geschilderd, maakte ze ook een portret van hem. Aangemoedigd door haar man, stelde ze dit portret beschikbaar voor een tentoonstelling in de Akademie der Künste (Berlijn) in 1888. Tussen 1893 en 1920 was ze herhaaldelijk vertegenwoordigd op de Berlijnse tentoonstellingen. Bovendien was ze waarschijnlijk discreet betrokken bij de voltooiing van verschillende portretten van de drukke Max Koner.
Na de vroege dood van haar man (7 juli 1900) specialiseerde ze zich in portretten van kinderen. Blijkbaar had ze het talent om de jonge kinderen te vermaken terwijl ze stil zaten.
Naast (kinder)portretten schilderde Koner ook enkele landschappen. Ze ontving verschillende prijzen, waaronder een gouden medaille op de Große Berliner Kunstausstellung 1896.
Sophie Koner stierf in 1929 op 73-jarige leeftijd in Berlijn en werd net als haar man begraven op begraafplaats I van de Jeruzalem gemeente en de Nieuwe Kerk in Berlijn. Beide graven zijn inmiddels verdwenen.

## Galerij
Kinderportretten

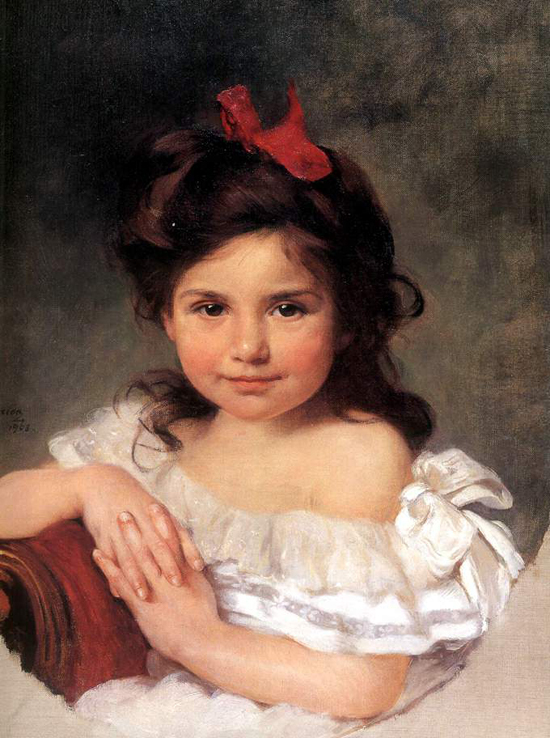
(1903)
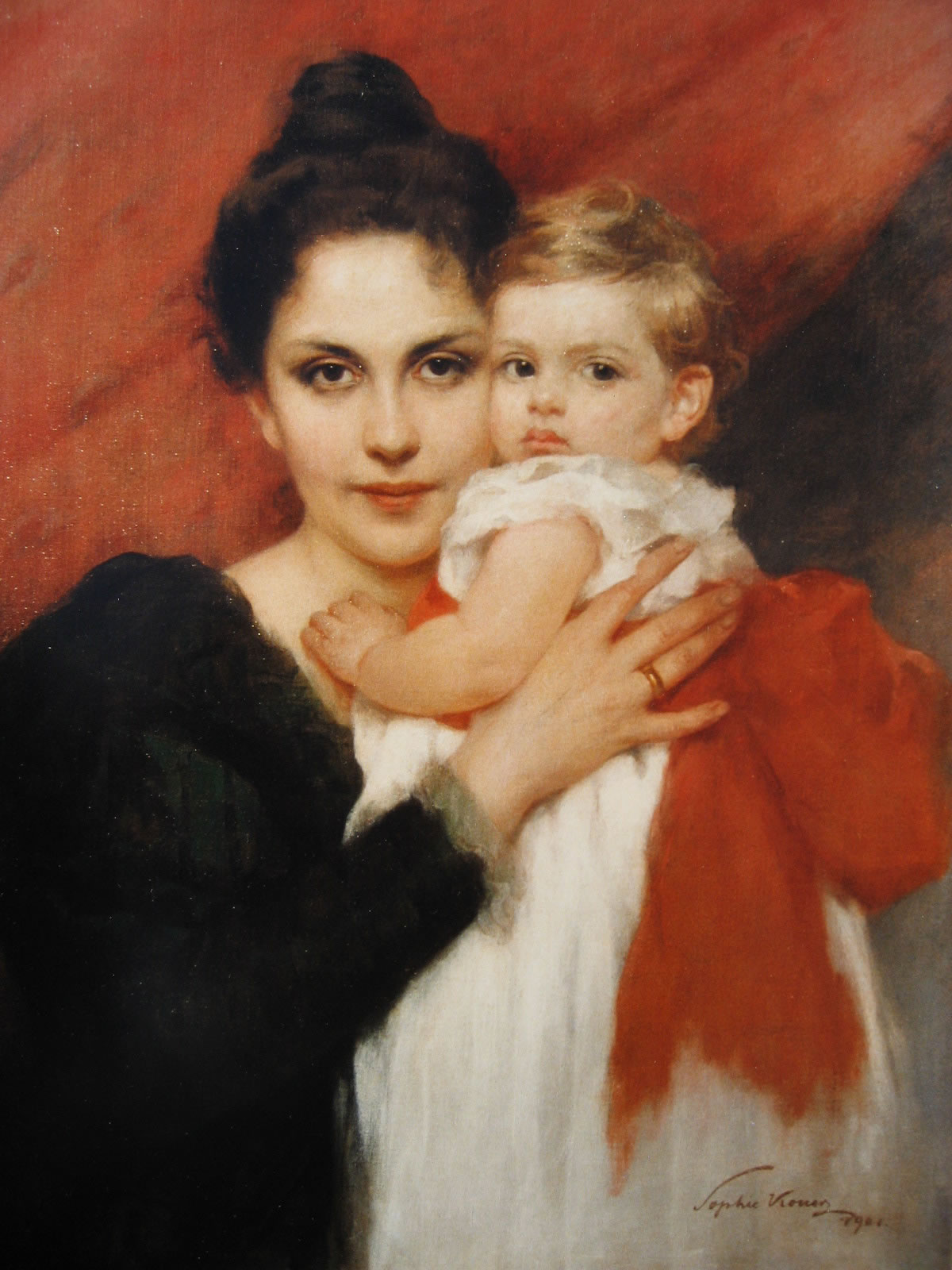
Maria Wilhelmine Klemperer met haar zoon Otto Ernst Heinrich Klemperer (1901)
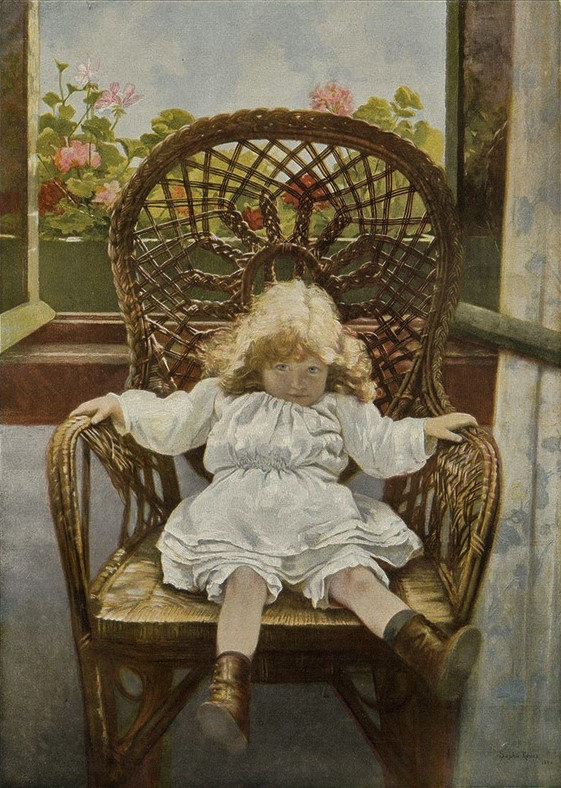
(1905)
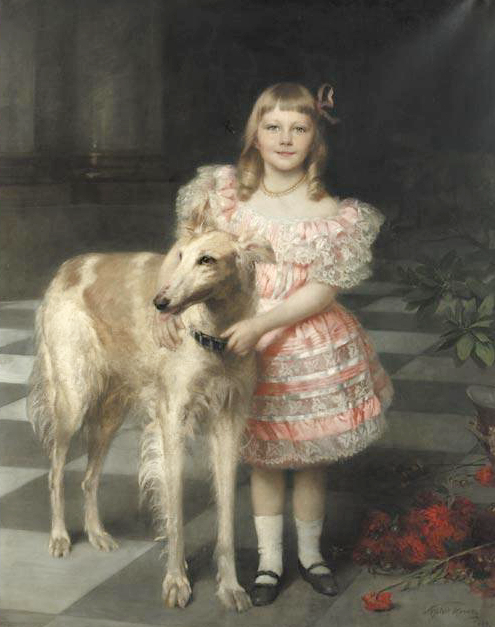
Portret van Victoria Louise van Pruisen (1897)

Overige portretten

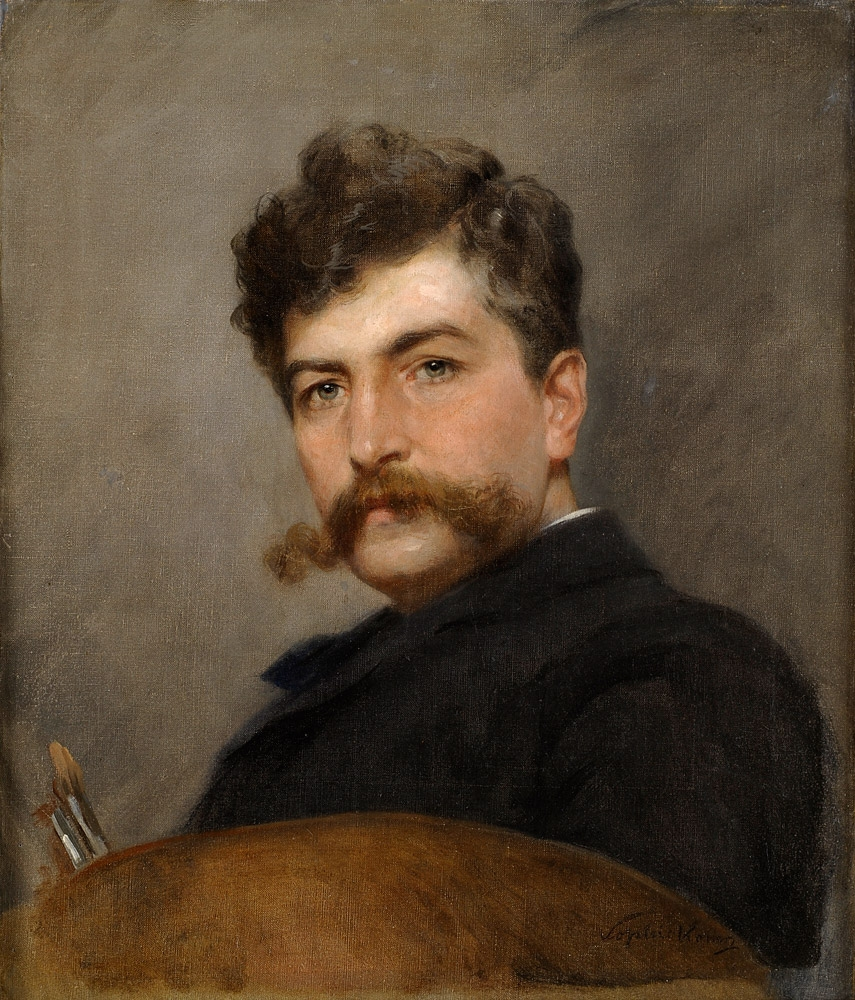
Max Koner
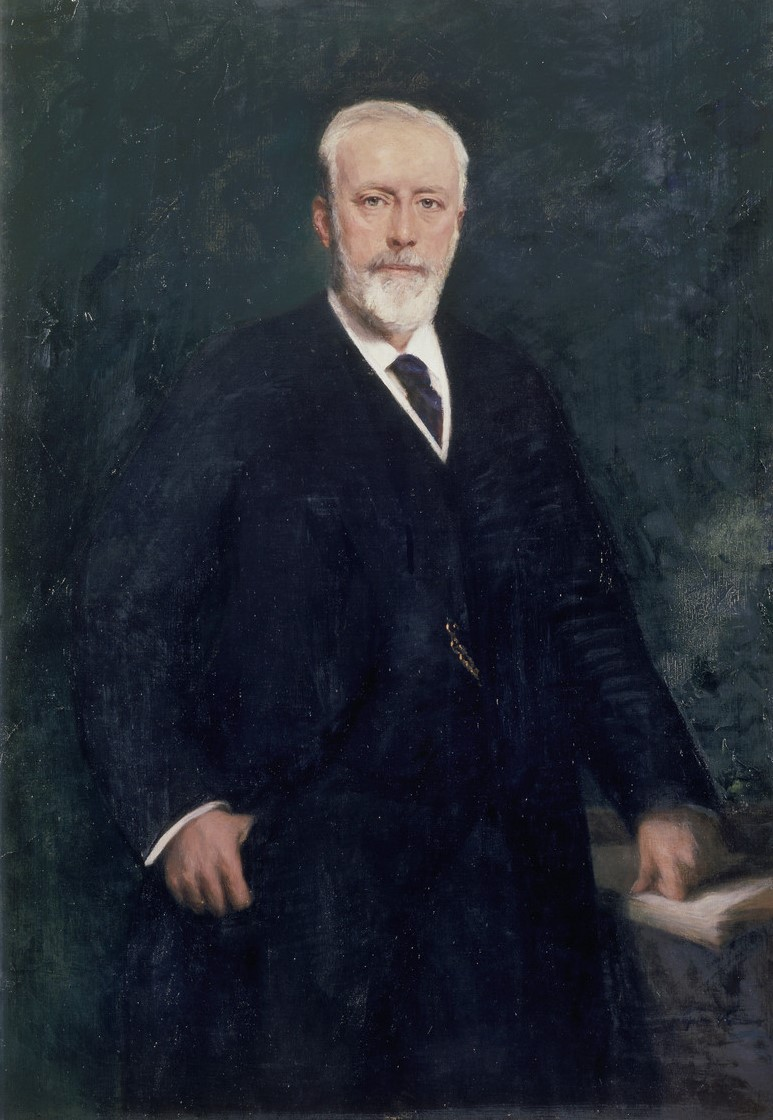
Gustav Michels (c. 1900)
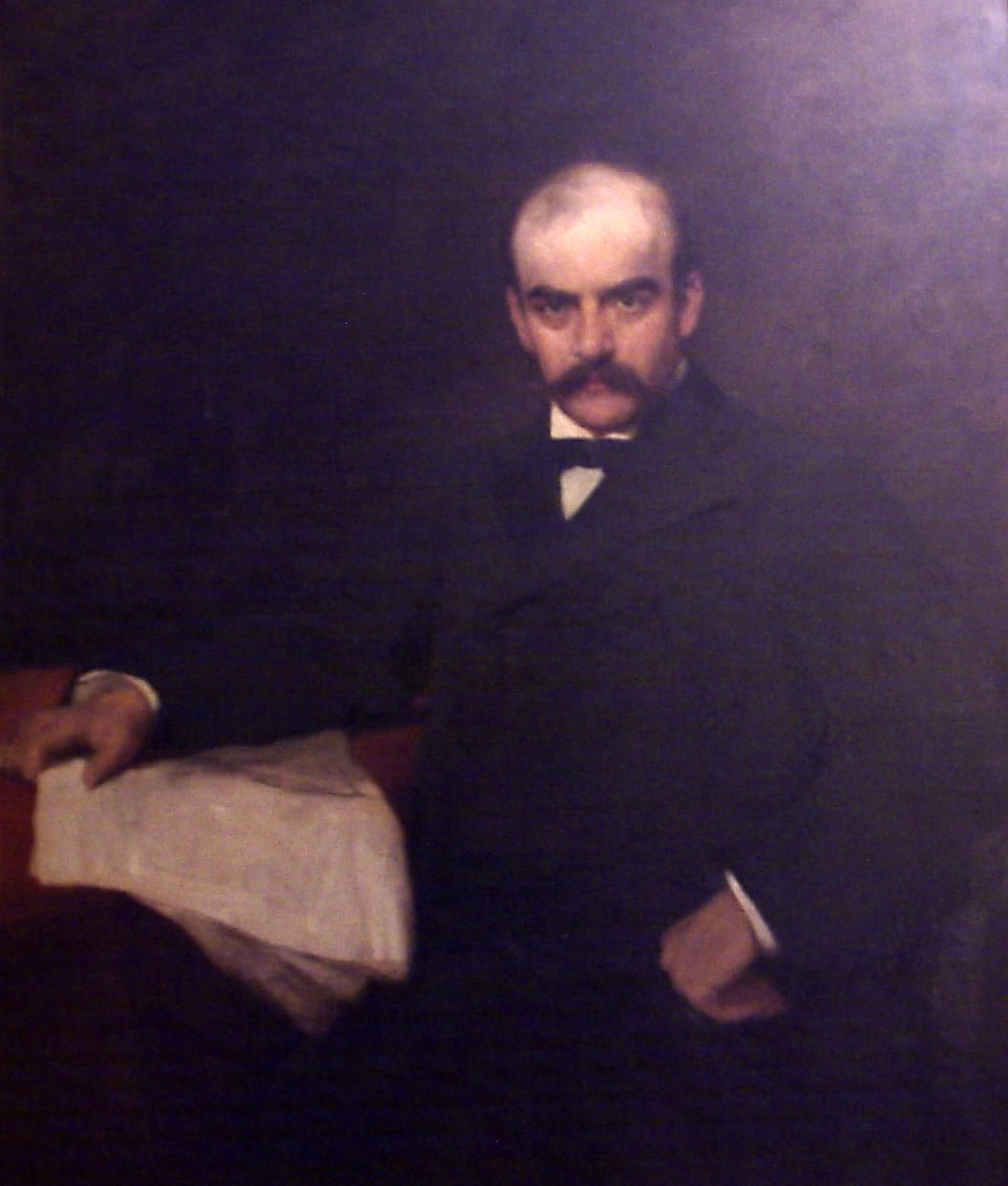
Portret van Georg Klemperer (1904)